# Allegori över frosseri och lust
Allegori över frosseri och lust är en oljemålning av den nederländske konstnären Hieronymus Bosch. Den är målad på 1490-talet och ingår sedan 1959 i samlingarna på Yale University Art Gallery i New Haven. 
Den har utgjort den nedre delen av en flygeldörr till ett altarskåp som sågats itu och delats upp i flera stycken. Den övre delen i samma flygeldörr är utställd på Louvren under namnet Narrskeppet. Den andra flygeldörren skildrade Döden och den girige och ingår nu i National Gallery of Arts samlingar. Sannolikt var altarskåpet en triptyk, men mittbilden (corpus) är förkommen. På flygeldörrarnas yttersida, som syntes när altarskåpet var stängt, fanns målningen Livets stråt, idag utställd på Museum Boijmans Van Beuningen i Rotterdam.
Altarbilderna har skildrat katolicismens sju dödssynder. Frosseri avbildas till vänster och lust symboliseras av paret till höger. Den andra flygeldörren visar girighet. Övriga fyra dödssynder, högmod, avund, vrede och lättja, kan ha skildrats i den förlorade mittpanelen. Bosch målade samma tema i De sju dödssynderna.

## Bildgalleri

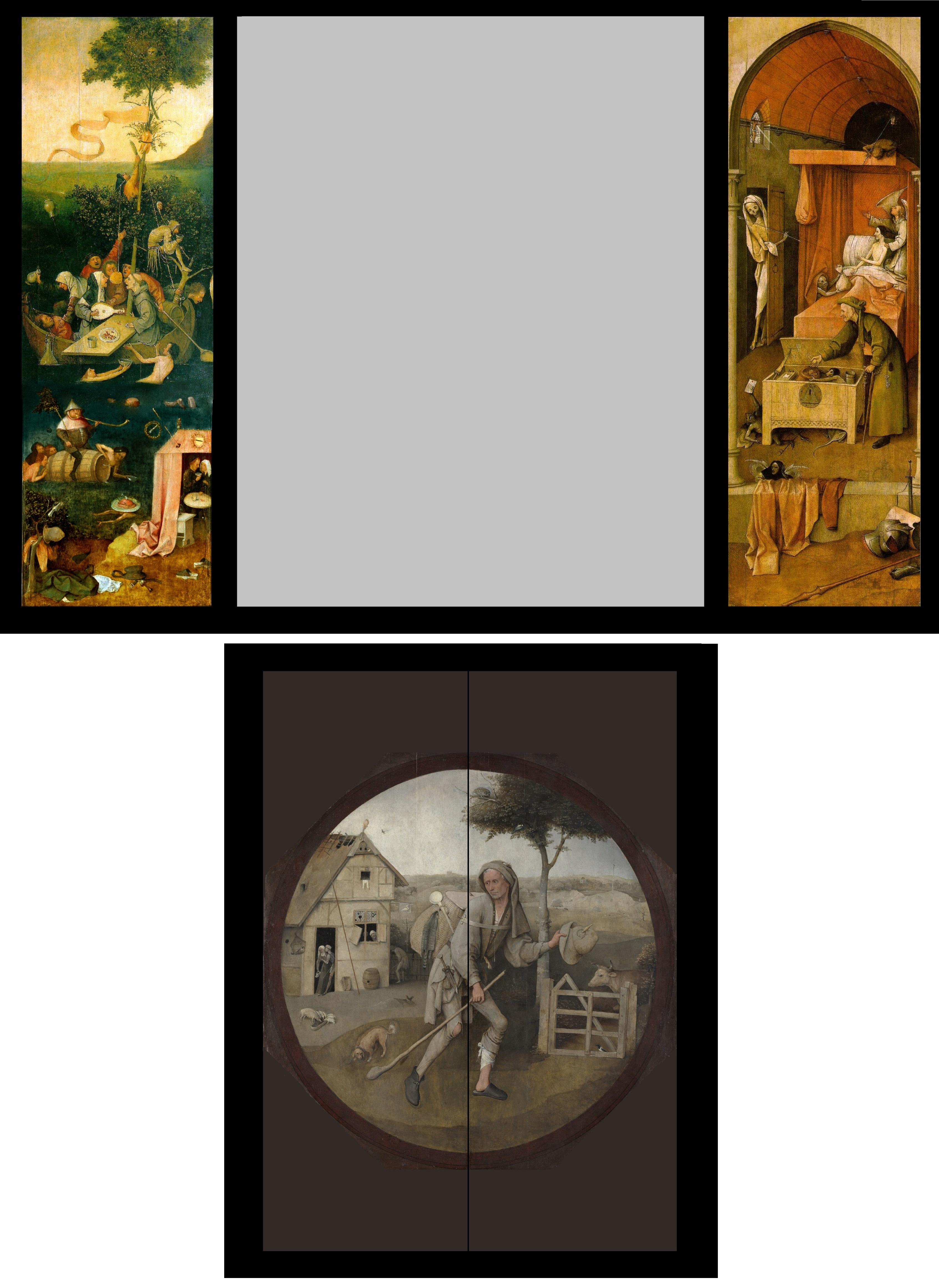
Rekonstruktion av altarskåpet som sedermera sågats upp. Förutom Allegori över frosseri och lust innehöll vänsterpanelen Narrskeppet. På högersidan ses Döden och den girige. Troligen har det funnits en mittbild (corpus), men den är förkommen. Livets stråt syntes på altarskåpets baksida, synlig när flygeldörrarna hade stängts.